# 더글러스 서크

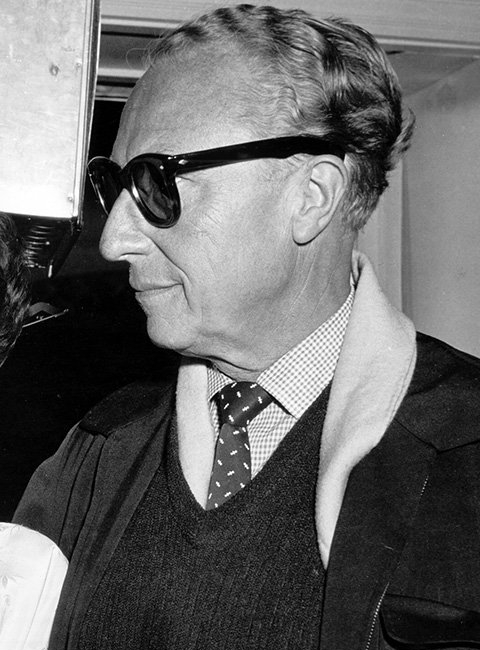
1955년 사진

더글러스 서크(Douglas Sirk, 본명: Hans Detlef Sierck, 1897년 4월 26일 ~ 1987년 1월 14일)는 1950년대 할리우드 멜로드라마의 작품으로 잘 알려진 독일의 영화 감독이다. 독일에서 무대, 스크린 디렉터로서의 경력을 시작하였으나 자신의 유대교 아내가 나치에 의해 박해를 받은 이후 1937년 할리우드로 떠났다.

## 작품
- 다니엘 쉬미트
- 마틴 스콜세지의 영화 이야기
- 슬픔은 그대 가슴에
- 빛바랜 천사
- 사랑할 때와 죽을 때
- 전송가
- 데어스 올웨이즈 터마로우
- 바람에 쓴 편지
- 순정에 맺은 사랑
- 거대한 강박관념
- 이교도의 기치
- 해스 애니바디 신 마이 겔
- 어 스캔들 인 파리
- 히틀러스 매드맨